# Hadżi-Murat (opowiadanie)
Hadżi-Murat (ros. Хаджи-Мурат ) – nowela Lwa Tołstoja pisana w latach 1896-1904, a opublikowana po raz pierwszy w 1912 roku w wersji ocenzurowanej i w 1917 w całości. Treść nawiązuje do autentycznych wydarzeń z czasów walk na Kaukazie w XIX wieku. Wypadki stanowiące treść niniejszej opowieści rozegrały się w latach 1851-52.
Głównym bohaterem jest kaukaski partyzant Hadżi-Murat (postać autentyczna), bohater walk z carskimi wojskami, który jednak ze względu na krzywdy, jakie doznał ze strony przywódcy kaukaskiego Szamila, postanawia podjąć współpracę z carskim najeźdźcą. Zdrada wywołuje w nim jednak poczucie winy.